# Ефективність
Ефективність (англ. efficiency; performance; нім. Effektivität f, Wirkunsgrad m, Wirksamkeit f) — це часто вимірювана здатність уникати помилок або марнування матеріалів, енергії, зусиль, грошей і часу під час виконання завдання. У більш загальному сенсі це здатність робити щось добре, успішно та без затрат. Також, це відношення корисного ефекту (результату) до витрат на його одержання

## У науці і техніці
У фізиці
- Корисна робота на кількість енергії, механічна перевага над ідеальною механічною перевагою, часто позначається грецькою малою літерою η (Eta):
- Електрична ефективність
- Ефективність перетворення енергії
- Механічна ефективність
- Тепловий ККД, відношення виконаної роботи до спожитої теплової енергії
- Ефективне використання енергії, мета максимізації ефективності

У термодинаміці:
- Ефективність перетворення енергії, міра другого закону термодинамічних втрат
- Ефективність випромінювання, відношення випромінюваної потужності до потужності, поглиненої на клемах антени
- Об'ємний ККД у конструкції двигуна внутрішнього згоряння для ВПС
- Підйомна сила
- ККД Фарадея, електроліз
- Квантова ефективність, міра чутливості фоточутливого пристрою
- Ефективність решітки, узагальнення коефіцієнта відбивання дзеркала, поширене на дифракційну решітку

В економіці
- Технології підвищення продуктивності
- Економічна ефективність, ступінь уникнення відходів або інших небажаних властивостей
- Ефективність ринку, ступінь схожості даного ринку з ідеалом ефективного ринку
- Ефективність за Парето, стан її неможливості зробити одну людину кращою, не погіршивши іншу
- Ефективність Калдора-Хікса, менш сувора версія ефективності Парето
- Аллокативна ефективність, оптимальний розподіл благ
- Ефективна заробітна плата, виплата працівникам більшої за ринкову ставку за підвищення продуктивності
- Ефективність бізнесу, співвідношення доходів до витрат тощо.
- Рух за ефективність прогресивної ери (1890–1932) виступав за ефективність в економіці, суспільстві та уряді

В інших науках
- В обчислювальній техніці:
  - Алгоритмічна ефективність, оптимізація швидкості та вимог до пам’яті комп’ютерної програми.
  - Нефункціональна вимога (критерій якості) у системному проєктуванні та архітектурі систем, яка говорить щось про споживання ресурсів для даного навантаження
  - Коефіцієнт ефективності в передачі даних
  - Ефективність зберігання, ефективність зберігання комп’ютерних даних
  - Ефективність (статистика), міра бажаності оцінювача
  - Матеріальна ефективність, порівнює потреби в матеріалах між будівельними проєктами або фізичними процесами
  - Адміністративна ефективність, вимірювання прозорості в органах державної влади та простота правил і процедур для громадян і бізнесу
- У біології:
  - Фотосинтетична ефективність
  - Екологічна ефективність

### Опис
- Ефективність економічна —

1)показник економії суспільної праці в результаті застосування певних заходів;
2)зіставлення результатів (зокрема побічних і непрямих) господарської діяльності з витраченими ресурсами: трудовими, матеріальними, природними, фінансовими, основним капіталом тощо. Теорія ефективності розробляє методи вимірювання витрат і результатів функціонування національного господарства та його окремих ланок.
- Ефективність технологічна — ступінь віддачі виробництва, машин, апаратів.

2) Властивість певного процесу, яка зумовлена його якістю та кількістю засобів, що беруть участь у процесі, а також конкретною ситуацією; Ефективність уможливлює виконання певної задачі; характеризується певним співвідношенням між отримуваним сумарним ефектом та сумарними витратами на створення і використання засобів, що беруть участь у процесі, його організацію та здійснення.
3) У системах обробки інформації — швидкість обробки одиниці інформації, питомі витрати на обробки одиниці інформації.
4) (від лат. effectivus — діяльний, творчий) — відносний ефект, результативність процесу, операції, проєкту, що визначається як відношення результату до затрат, які зумовили його одержання.